# ترفيه تفاعلي
ترفيه تفاعلي (بالإنجليزية: Interactive entertainment)‏ هي عبارة تشير إلى التجارة التي يتم فيها إنتاج وتوزيع المنتجات والخدمات، والتي يمكن أن تتأثر قيمة الترفيه (أو الحصيلة) بالمستخدمين من خلال ردود الفعل المباشرة.